# 维勒龙库尔
维勒龙库尔（法語：Willeroncourt）是法国默兹省的一个市镇，位于该省中南部，属于巴勒迪克区。该市镇总面积7.89平方公里，2009年时的人口为125人。

## 人口
维勒龙库尔人口变化图示